# Nedjemibre
Nedjemibre là một pharaon Ai Cập của vương triều thứ 13 thuộc thời kỳ Chuyển tiếp thứ hai, ông trị vì vào khoảng năm 1780 TCN  hoặc 1736 TCN .
Theo các nhà khảo cổ học Kim Ryholt và Darrell Baker, ông là pharaon thứ mười hai của vương triều này, trong khi Detlef Franke và Jürgen von Beckerath lại coi ông là vị vua thứ mười một.
Nedjemibre chỉ được biết đến duy nhất thông qua cuộn giấy cói Turin, một bản danh sách vua được biên soạn vào đầu thời đại Ramesses. Cuộn giấy cói này ghi lại tên của ông ở cột thứ 7, dòng 14 (Gardiner mục 6.14 ) cùng với một triều đại rất ngắn chỉ "7 tháng và [mất ngày]". Bởi vì vị vua kế vị vủa Nedjemibre, Khaankhre Sobekhotep, được chứng thực rõ ràng và không bao giờ đề cập đến dòng dõi của ông ta cho nên Ryholt đã đề xuất rằng Khaankhre Sobekhotep không xuất thân từ hoàng tộc và đã chiếm đoạt ngai vàng sau khi lật đổ Nedjemibre .